# Saison 2019-2020 du Stade aurillacois Cantal Auvergne
Cette page présente la saison 2019-2020 du Stade aurillacois en Pro D2.

## Entraineurs
- André Bester jusqu'au 15 janvier 2020
- Thierry Peuchlestrade jusqu'au 15 janvier 2020
- Romeo Gontineac à partir du 15 janvier 2020
- Mathieu Lescure (adjoint)
- Maxime Petitjean (adjoint)

## La saison
La saison est marquée par une suspension du championnat à partir du 13 mars après le début de la propagation de la pandémie de Covid-19 en France. Le 30 avril, la LNR propose l'arrêt définitif du championnat, après une réunion extraordinaire organisée la veille avec tous les membres du bureau exécutif et les présidents de clubs. Par conséquent, le titre national n'est pas attribué et aucune promotion, ni relégation n'est promulguée, à l'issue de cette édition ; la décision est définitivement approuvée par le comité directeur de la LNR le 2 juin.

## Effectif professionnel 2019-2020
| Nom                   | Poste           | Naissance         | Nationalité sportive | International | Dernier club               | Arrivée au club (année) |
| --------------------- | --------------- | ----------------- | -------------------- | ------------- | -------------------------- | ----------------------- |
| Grégory Fabro         | Pilier          | 28 février 1986   | France               |               | FC Grenoble                | 2015                    |
| Julius Nostadt        | Pilier          | 12 octobre 1992   | Allemagne            |               | SO Chambéry                | 2017                    |
| Youssef Amrouni       | Pilier          | 29 août 1994      | France               |               | Provence rugby             | 2017                    |
| Quentin Guibert       | Pilier          | 24 avril 1996     | France               |               | Formé au club              | 2017                    |
| Lucas Seyrolle        | Pilier          | 4 septembre 1995  | France               |               | Formé au club              | 2016                    |
| Giorgi Kartvelishvili | Pilier          | 10 décembre 1991  | Géorgie              |               | Formé au club              | 2019                    |
| Cristian Ojovan       | Pilier          | 4 janvier 1997    | Moldavie             |               | Section paloise            | 2017                    |
| Jemal Shatirishvili   | Pilier          | 22 décembre 1998  | France               |               | Stade rochelais            | 2019                    |
| Jarod Lévèque         | Pilier          | 2 avril 1998      | France               |               | Formé au club              | 2018                    |
| Kévin Savea           | Talonneur       | 27 mars 1995      | France               |               | ASM Clermont               | 2016                    |
| Benoît Rieu           | Talonneur       | 6 mai 1996        | France               |               | Formé au club              | 2016                    |
| Pierre Rude           | Talonneur       | 21 janvier 1995   | France               |               | Formé au club              | 2017                    |
| Adrian Smith          | Talonneur       | 27 avril 1987     | Nouvelle-Zélande     |               | North Harbour Rugby Union  | 2018                    |
| Luka Nioradze         | Talonneur       | 6 avril 1999      | France               |               | Formé au club              | 2019                    |
| Baptiste Hezard       | 2e ligne        | 2 octobre 1989    | France               |               | ASM Clermont Auvergne      | 2013                    |
| Adrien Corbex         | 2e ligne        | 14 mai 1994       | France               |               | Lyon OU                    | 2015                    |
| Peet Van der Walt     | 2e ligne        | 19 septembre 1991 | Afrique du Sud       |               | SWD Eagles                 | 2018                    |
| Jérôme Dufour         | 2e ligne        | 6 octobre 1992    | France               |               | SC Albi                    | 2019                    |
| Christian Ostberg     | 2e ligne        | 20 février 1995   | États-Unis           |               | Chinnor RFC (en)           | 2015                    |
| Giorgi Javakhia       | 2e ligne        | 24 septembre 1996 | Géorgie              |               | Lyon OU                    | 2018                    |
| Pierre Roussel        | 3e ligne Aile   | 18 décembre 1988  | France               |               | Castres olympique          | 2012                    |
| Latuka Maituku        | 3e ligne Aile   | 15 mars 1988      | France               |               | Formé au club              | 2009                    |
| Marius Vialle         | 3e ligne Aile   | 28 décembre 1991  | France               |               | Formé au club              | 2013                    |
| Giorgi Tsutskiridze   | 3e ligne Aile   | 26 novembre 1996  | Géorgie              |               | CA Brive                   | 2017                    |
| Reece Hewat           | 3e ligne Aile   | 25 septembre 1997 | Australie            |               | Brisbane City              | 2018                    |
| Steve Moukete         | 3e ligne Aile   | 27 novembre 1998  | France               |               | Formé au club              | 2018                    |
| Loïc Rouquette        | 3e ligne Aile   | 14 août 1997      | France               |               | Formé au club              | 2017                    |
| Kevin Lebreton        | 3e ligne Centre | 27 mars 1995      | France               |               | SC Albigeois               | 2016                    |
| Shaun Adendorff       | 3e ligne Centre | 28 mai 1992       | Afrique du Sud       |               | Blue Bulls                 | 2018                    |
| Beka Saghinadze       | 3e ligne Centre | 29 octobre 1998   | Géorgie              |               | Lelo Saracens Tbilissi     | 2018                    |
| Paul Boisset          | Mêlée           | 13 juillet 1988   | France               |               | Formé au club              | 2007                    |
| Hugo Bouyssou         | Mêlée           | 4 juillet 1996    | France               |               | Formé au club              | 2015                    |
| Bernard Reggiardo     | Mêlée           | 14 janvier 1997   | Argentine            |               | Castres olympique          | 2018                    |
| Anderson Neisen       | Ouverture       | 3 avril 1993      | France               |               | Valence Romans Drôme rugby | 2019                    |
| Pieter-Steyn de Wet   | Ouverture       | 8 janvier 1991    | Afrique du Sud       |               | Southern Kings             | 2019                    |
| Niel Marais (en)      | Ouverture       | 21 janvier 1992   | Afrique du Sud       |               | Yamaha Júbilo              | 2019                    |
| Marc Palmier          | Ouverture       | 17 février 1999   | France               |               | ASM Clermont Auvergne      | 2019                    |
| Jean-Philippe Cassan  | Centre          | 20 février 1989   | France               |               | Formé au club              | 2008                    |
| Thomas Dubourdeau     | Centre          | 30 décembre 1995  | France               |               | Formé au club              | 2016                    |
| Merab Sharikadze      | Centre          | 17 mai 1993       | Géorgie              |               | US bressane                | 2015                    |
| Bastien Colliat       | Centre          | 20 avril 1994     | France               |               | Formé au club              | 2015                    |
| Christa Powell        | Centre          | 21 janvier 1997   | Fidji                |               | Stade français Paris       | 2019                    |
| Rhema Sagote          | Centre          | 29 août 1989      | Samoa                |               | North Harbour Rugby Union  | 2018                    |
| Anzize Saïd Omar      | Centre          | 5 juillet 1992    | France               |               | SO Chambéry                | 2018                    |
| Jimmy Yobo            | Centre          | 20 février 1992   | France               |               | Stade français Paris       | 2019                    |
| Yann Lohore           | Ailier          | 23 mai 1989       | Côte d'Ivoire        |               | SO Chambéry                | 2018                    |
| AJ Coertzen (en)      | Ailier          | 16 octobre 1990   | Afrique du Sud       |               | Wildeklawer Griquas        | 2018                    |
| Albert Valentin       | Ailier          | 29 septembre 1988 | France               |               | Formé au club              | 2008                    |
| Pierre Gaveau         | Ailier          | 2 août 1995       | France               |               | Formé au club              | 2016                    |
| Thomas Salles         | Ailier          | 19 avril 1996     | France               |               | Formé au club              | 2016                    |
| Eroni Tuwai           | Ailier          | 12 juin 1995      | Fidji                |               | Union Bordeaux Bègles      | 2017                    |
| Jack McPhee           | Arrière         | 31 mars 1987      | Nouvelle-Zélande     |               | Northland                  | 2012                    |
| Gauthier Minguillon   | Arrière         | 13 mars 1994      | France               |               | Avenir valencien           | 2019                    |
| Giorgi Gogoladze      | Arrière         | 27 octobre 1997   | Géorgie              |               | Avenir castanéen rugby     | 2018                    |

## Calendrier et résultats
| - Stade aurillacois - Biarritz olympique : 23-19 - Rouen NR - Stade aurillacois : 13-24 - Stade aurillacois - AS Béziers : 20-24 - FC Grenoble - Stade aurillacois : 35-13 - Stade aurillacois - US Montauban : 16-18 - RC Vannes - Stade aurillacois : 34-13 - Stade aurillacois - USA Perpignan : 28-41 - Soyaux Angoulême XV - Stade aurillacois : 37-11 - Stade aurillacois - Provence rugby : 39-6 - Valence Romans DR - Stade aurillacois : 21-19 - Stade aurillacois - Stade montois : 21-33 - Colomiers rugby - Stade aurillacois : 45-11 - US Carcassonne - Stade aurillacois : 21-16 - Stade aurillacois - Oyonnax rugby : 15-12 - USO Nevers - Stade aurillacois : 21-20 | - Stade aurillacois - FC Grenoble : 14-19 - USA Perpignan - Stade aurillacois : 38-15 - Stade aurillacois - Rouen NR : 22-6 - Stade montois - Stade aurillacois : 23-20 - AS Béziers - Stade aurillacois : 16-12 - Stade aurillacois - RC Vannes : 22-11 - Provence rugby - Stade aurillacois : 40-10 - Stade aurillacois - US Carcassonne : N'a pas été joué - Stade aurillacois - Colomiers rugby : N'a pas été joué - Oyonnax rugby - Stade aurillacois : N'a pas été joué - Stade aurillacois - Soyaux Angoulême XV : N'a pas été joué - Biarritz olympique - Stade aurillacois : N'a pas été joué - Stade aurillacois - USO Nevers : N'a pas été joué - Stade aurillacois - Valence Romans DR : N'a pas été joué - US Montauban - Stade aurillacois : N'a pas été joué |

| Rang | Club                  | J  | V  | N | D  | Bo | Bd | Pm  | Pe  | Diff | Pts |
| ---- | --------------------- | -- | -- | - | -- | -- | -- | --- | --- | ---- | --- |
| 1    | Colomiers Rugby       | 23 | 17 | 0 | 6  | 5  | 4  | 573 | 381 | +192 | 77  |
| 2    | USA Perpignan (R)     | 23 | 16 | 0 | 7  | 8  | 4  | 671 | 426 | +245 | 76  |
| 3    | FC Grenoble (R)       | 23 | 14 | 1 | 8  | 7  | 2  | 572 | 399 | +173 | 67  |
| 4    | Oyonnax Rugby         | 23 | 14 | 0 | 9  | 5  | 6  | 589 | 414 | +175 | 67  |
| 5    | USO Nevers            | 22 | 14 | 0 | 8  | 4  | 0  | 520 | 475 | +45  | 60  |
| 6    | Biarritz olympique    | 23 | 12 | 1 | 10 | 4  | 5  | 513 | 451 | +62  | 59  |
| 7    | Soyaux Angoulême XV   | 22 | 11 | 2 | 9  | 3  | 4  | 430 | 449 | -19  | 55  |
| 8    | RC Vannes             | 23 | 12 | 0 | 11 | 3  | 3  | 460 | 485 | -25  | 54  |
| 9    | AS Béziers            | 23 | 12 | 0 | 11 | 3  | 3  | 450 | 453 | -3   | 54  |
| 11   | Stade montois         | 23 | 11 | 0 | 12 | 2  | 5  | 499 | 521 | -22  | 51  |
| 10   | US Carcassonne        | 22 | 11 | 1 | 10 | 1  | 2  | 469 | 544 | -75  | 49  |
| 12   | Provence Rugby        | 22 | 10 | 0 | 12 | 2  | 3  | 408 | 482 | -74  | 45  |
| 13   | US Montauban          | 22 | 8  | 1 | 13 | 1  | 6  | 446 | 528 | -82  | 41  |
| 14   | Stade aurillacois     | 23 | 7  | 0 | 16 | 2  | 8  | 429 | 545 | -116 | 38  |
| 15   | Rouen NR (P)          | 23 | 6  | 0 | 17 | 0  | 7  | 345 | 558 | -213 | 31  |
| 16   | Valence Romans DR (P) | 22 | 3  | 0 | 19 | 0  | 8  | 381 | 641 | -260 | 20  |

## Statistiques

### Championnat de France
Meilleurs réalisateurs
| Rang | Joueur | Poste | Points | Essais | Transf. | Pén. | Drops |
| ---- | ------ | ----- | ------ | ------ | ------- | ---- | ----- |
| 1    | -      | -     | -      | -      | -       | -    | -     |
| 2    | -      | -     | -      | -      | -       | -    | -     |
| 3    | -      | -     | -      | -      | -       | -    | -     |
| 4    | -      | -     | -      | -      | -       | -    | -     |
| 5    | -      | -     | -      | -      | -       | -    | -     |

Meilleurs marqueurs
| Rang | Joueur | Poste | Essais |
| ---- | ------ | ----- | ------ |
| 1    | -      | -     | -      |
| 2    | -      | -     | -      |
| 3    | -      | -     | -      |
| 4    | -      | -     | -      |
| 5    | -      | -     | -      |